# Embraze
Gli Embraze sono un gruppo di Kiiminki, Finlandia. La loro musica può essere descritta come una combinazione di metal tradizionale con elementi dark/gothic. L'ultimo album della band, The Last Embrace, è uscito il 16 agosto 2006.

## Formazione

### Formazione attuale
- Lauri Tuohimaa - voce, chitarra (vedi Charon, For My Pain...)
- Ilkka Leskelä - batteria (vedi Maple Cross)
- Heidi Määttä - tastiere
- Olli-Pekka Karvonen - basso
- Sami Siekkinen - chitarra (vedi Maple Cross)

### Originaria
- Petri Henell — basso (1994 – 1997)
- Janne Räsänen — basso (1997 – 1999)
- Toni Kaisto — basso (1999 – 2000)
- Mikko Aaltonen — chitarra (1994 – 1995)
- Juha Rytkönen — chitarra (1995 – 1997)
- Janne Regelin — chitarra (1997 – 1999)
- Markus Uusitalo — chitarra (1999 – 2000)

## Discografia

### Album in studio
- 1998 - Laeh
- 1999 - Intense
- 2001 - Endless Journey
- 2002 - Katharsis
- 2006 - The Last Embrace

### Demo
- 2004 - Demo '04